# Wilga kreskobrzucha
Wilga kreskobrzucha (Oriolus xanthonotus) – gatunek małego ptaka z rodziny wilgowatych (Oriolidae), zamieszkujący Azję Południowo-Wschodnią. Nie jest zagrożony wyginięciem.

## Systematyka
Takson ten bywał niekiedy uznawany za podgatunek wilgi filipińskiej (O. steerii). Wyróżniono kilka podgatunków O. xanthonotus:
- O. xanthonotus xanthonotus – wilga kreskobrzucha[3] – Półwysep Malajski, Sumatra, Jawa i południowo-zachodnie Borneo
- O. xanthonotus mentawi – Wyspy Mentawai (na zachód od Sumatry)
- O. xanthonotus consobrinus – wilga żółtogrzbieta[3] – północne, środkowe i wschodnie Borneo oraz sąsiednie wysepki
- O. xanthonotus persuasus – południowo-zachodnie Filipiny (Palawan i Culion)

Badania molekularne sugerują potrzebę wydzielenia podgatunków consobrinus i persuasus do osobnego gatunku.

## Występowanie
Występuje w lasach wilgotnych strefy międzyzwrotnikowej w południowo-wschodniej Azji (Brunei, Indonezja, Malezja, Mjanma, Filipiny, Singapur, Tajlandia). Spotykany do wysokości 1220 m n.p.m.

## Morfologia
Długość ciała około 19 cm. Masa ciała 30–48 g.
Występuje dymorfizm płciowy. Samce mają czarną głowę, skrzydła i sterówki (ich końce są żółte), żółty grzbiet, brzuch kremowy w ciemne cętki, czerwono-czarne oczy oraz szare nogi i stopy. Samice różnią się szarobrązową głową i grzbietem oraz ciemniejszymi oczyma.

## Status i zagrożenia
IUCN od 2023 uznaje wilgę kreskobrzuchą za gatunek najmniejszej troski (LC, Least Concern). Wcześniej, od 2000 roku uznawany był za gatunek bliski zagrożenia (NT, Near Threatened), a od 1988 roku jako gatunek najmniejszej troski (LC, Least Concern). Liczebność światowej populacji nie została oszacowana, ale ptak ten opisywany jest jako szeroko rozpowszechniony i dość pospolity. Trend liczebności populacji uznawany jest za spadkowy.
Wilgi kreskobrzuche są bliskie zagrożenia wyginięciem ze względu na zmniejszanie się ich areału lęgowego. Obszar lasów w południowo-wschodniej Azji systematycznie zmniejsza się z powodu nielegalnej wycinki cennych gatunków drzew, często na obszarach chronionych. Przyczyną destrukcji tychże lasów są również pożary (szczególnie w latach 1997–1998).